# Битягово (Московская область)

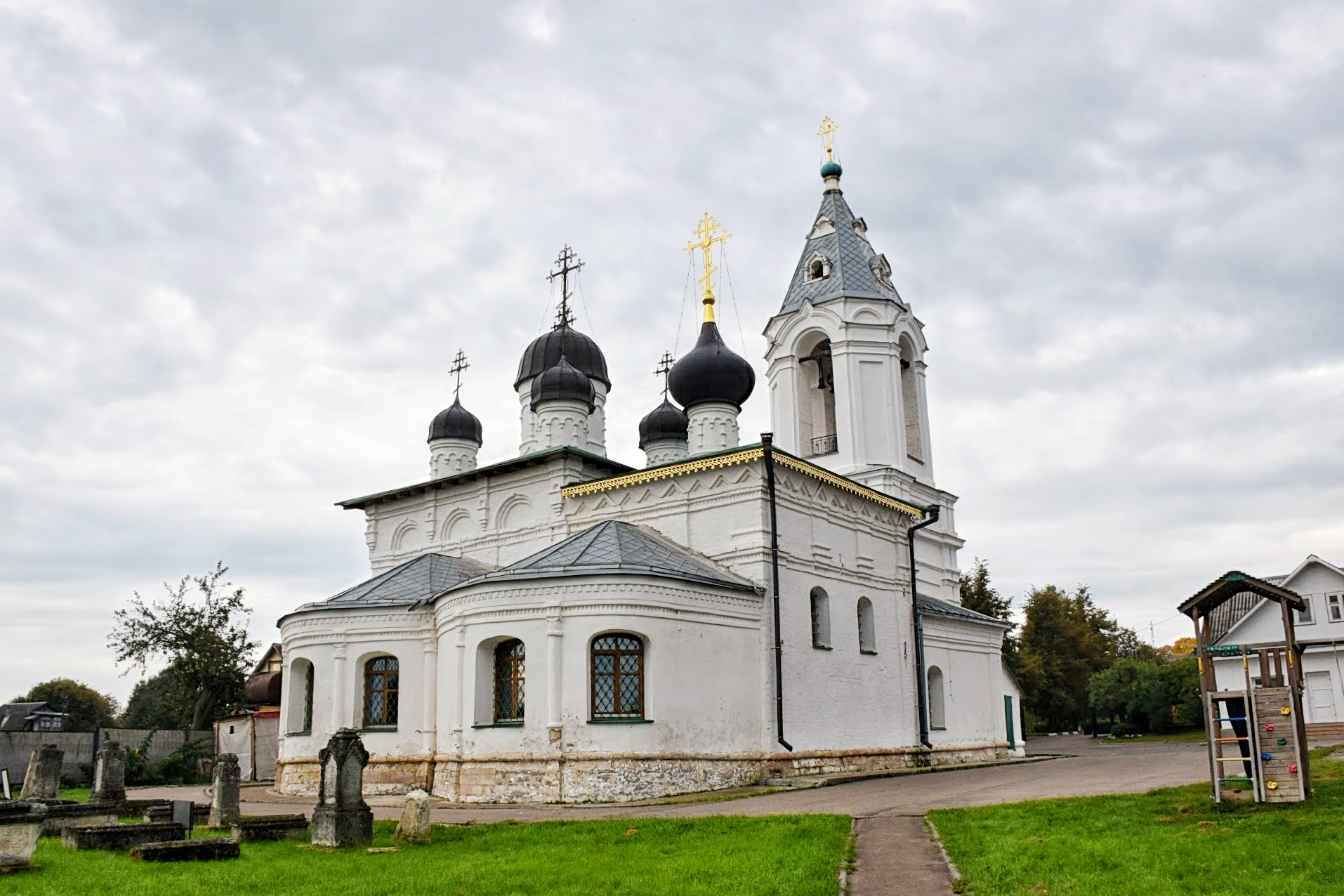
Церковь Воскресения Словущего в Битягово

Битягово — село в городском округе Домодедово Московской области.

## География
Находится в южной части Московской области на расстоянии приблизительно 6 км на юго-запад по прямой от железнодорожной станции Домодедово.

## История
Известно с 1328 года как село Битяговское, которое великий князь Иван Данилович Калита завещал своему Андрею. В смутное время было разорено и погибло. В 1671 году здесь была построена Воскресенская церковь. В 1781 году отмечено 34 двора, в 1887 — сорок[страница не указана 919 дней].

## Население
Постоянное население составляло 220 человек (1887), 53 человека в 2002 году (русские 100 %), 62 в 2010.